# Jairo Arboleda
Óscar Jairo Arboleda (Tuluá, Valle del Cauca, Colombia, 20 de septiembre de 1947) es un exfutbolista colombiano que jugó como volante de creación en equipos como el Deportivo Cali y el Deportivo Pereira principalmente durante los años 70. De acuerdo a historiadores deportivos y prensa especializada en deportes, Arboleda es considerado, junto a Carlos Valderrama, como el mejor volante creativo colombiano de toda la historia debido a sus condiciones innatas para conducir y distribuir pases por todo el campo de juego, incluyendo inteligencia y creatividad en resolución de problemas, gran dominio del balón, gambeta y extraordinaria precisión en los pases.

## Historia
Nacido en Tuluá el 20 de septiembre de 1947, Arboleda y su familia se trasladó, 3 años después, a Palmira. Allí jugó en varios equipos infantiles y juveniles como Atlético Nacional, Fluminense de La Emilia y Metálicas Palmira antes de ser aceptado en las divisiones menores del Deportivo Cali en 1967; sin embargo, incumplimientos en auxilios de transporte lo llevaron a renunciar y, por recomendación de amigos, viajó a Pereira para probarse en las divisiones inferiores del Deportivo Pereira donde fue inmediatamente aceptado, en 1968, por el director técnico del equipo mayor, César López Fretes, quien lo había visto jugar en torneos aficionados.

### Deportivo Pereira (1968-69)
En el conjunto Matecaña, en ese entonces reconocido en Colombia por su larga tradición de contratar refuerzos paraguayos, hizo equipo con jugadores guaraníes como Claudio Lezcano, Isaías Bobadilla y El Moncho Rodríguez, además de jugadores nacionales como Osvaldo Calero, Víctor Campaz, Charol González (it), Édison Angulo y Darío López, en lo que se llamaría el Kinder de López Fretes. Dicho equipo, debido a su juventud, fue conocido por arrancar ganando los partidos para perderlos al final, por lo cual el Deportivo Pereira no tuvo una participación destacada en el campeonato del 68, donde firmó un octavo lugar en el Apertura y un decimotercer lugar en el Finalización para terminar en el décimo lugar, entre 14 equipos, en la Reclasificación de ese año; Arboleda debutaría ese año en un 2-2 contra el Independiente Medellín. En cambio, para el campeonato de 1969, y ya con el reconocimiento de Arboleda como "El rey de la creación en el mediocampo", el Matecaña terminaría en el décimo lugar en el Apertura y en un muy meritorio cuarto lugar en el Finalización para clasificarse sexto en la Reclasificación.

### Deportivo Cali (1970-72)
La destacada actuación de Arboleda en el Pereira revive el interés del Deportivo Cali por él, a pesar de que ahora tienen que adquirir a un jugador que pudieron haber ascendido desde sus divisiones menores, y llega en 1970 a ser parte de un equipo, con el que duraría hasta 1972, en el también estaban, entre otros, Bimbo Viáfara, Óscar López Vásquez (en), Darío López, Mario Agudelo, Jorge Olmedo, Orlando Mesa, Miguel Loayza, Mario Desiderio, Iroldo Rodríguez, La Mosca Caicedo, Norberto Claudio Bautista y Champion Suárez. En el torneo Apertura de ese año, el Cali tendría una decepcionante actuación terminando en el séptimo lugar con 26 puntos, a 5 del último clasificado a los cuadrangulares finales de ese año (Atlético Junior); lo que significaría la salida del DT Francisco Pancho Villegas y su reemplazo por el argentino Roberto Reskin. Con el gaucho, Cali gana el torneo Finalización haciendo 37 puntos y logrando un invicto de 20 fechas, y conseguiría el campeonato colombiano del 70 al obtener los mismos siete puntos del Junior y el Independiente Santa Fe, pero sacando un mejor gol diferencia. Jairo Arboleda sería parte instrumental en ese título al jugar como titular durante gran parte de la liga y el cuadrangular final junto a Pedro Zape, Henry Hurtado Valencia, Bautista, Miguel Escobar, Bimbo Viáfara,  Nene Fernández, Olmedo, Gallegol Ramírez, Iroldo y Loayza.
Para 1971, el conjunto Azucarero siguió manteniendo su buen rendimiento terminando segundo en el Apertura y clasificado al Cuadrangular Final junto con Santa Fe, Millonarios y Atlético Nacional, pero terminaría último en ese grupo; mientras que en 1972 ganaría el Finalización, pero quedaría subcampeón detrás de Millonarios. Para ese momento, la indisciplina y bohemia de Arboleda, magnificada por los medios de comunicación, provocarían que las directivas del Cali lo devolvieran, en calidad de préstamo, al Deportivo Pereira.

### Deportivo Pereira (1973)
La llegada de Arboleda a Pereira en poco ayudaría a mejorar la competitividad de un Deportivo Pereira intrascendente, sin figuras (salvo él y Aristides Del Puerto) y sin el DT López Fretes (quien le daría el segundo título al Atlético Nacional). Más bien, el traspaso sirvió para que Arboleda pudiera dedicarse más tranquilamente a su bohemia y, sin las responsabilidades propias de los equipos grandes, mostrar todo su talento durante ese año y fuera parte importante en el octavo puesto conseguido por el Matecaña en la Reclasificación de ese año. En total con el Pereira (esto es, desde su debut en 1968), Jairo Arboleda jugaría 121 partidos y marcaría 13 goles, aunque fuera reconocido por sus asistencias y jugadas ofensivas generadas, de las cuales no se tienen estadísticas.

### Deportivo Cali (1974-78)
En el 73, y tras una derrota del Azucarero ante el Matecaña en Cali por 2-0, Jairo Arboleda, destacado en ese partido, le enviaría el siguiente mensaje al entonces presidente del equipo valluno, Alex Gorayeb: "Digale a don Alex que yo le compongo ese circo", El equipo Verdiblanco, de hecho, no tuvo un mal campeonato en ese año, pero su desempeño en el Triangular Final fue decepcionante (no solo terminando a 3 puntos del campeón Verdolaga, sino perdiendo el subcampeonato con los Embajadores en un desempate y, con ello, el cupo a la Copa Libertadores 1974). El mensaje fue captado de inmediato y Arboleda regresó a la nómina Azucarera para 1974 y así componer un equipo con viejos conocidos como Zape, Caicedo, Calero y Escobar, y refuerzos nacionales y extranjeros como Bombillo Castro, Ángel María Torres, Abel DaGracca, Del Puerto, Alberto Cardacci y Pato Colman, bajo la dirección técnica de Vladimir Popovic. Con ese equipo, Cali dominaría casi de punta a punta el campeonato del 74 y se impondría en el Hexagonal Final a Nacional, Pereira, Millonarios, Junior y América para obtener el quinto título de La Amenaza Verde y el segundo en las cuentas de Arboleda. Esto también representaría su debut personal en la Copa Libertadores 1975 donde, sin embargo, el equipo y él tendrían una discreta participación en el torneo suramericano, saliendo en primera fase. Arboleda solo disputaría 4 partidos en ese certamen.
A partir de ahí, el nivel competitivo y la figuración de Arboleda en el Deportivo Cali iniciarían un pronunciado descenso, no solo por sus ya conocidas salidas a bares (que le impidieron mostrar todo su potencial), sino por las terribles lesiones sufridas que lo llevaron, si no al retiro, al abandono de la alta competencia (rotura de meniscos en 1976 y 1977 y rotura de ligamentos de la rodilla izquierda en 1978). En total (incluyendo su primera etapa desde 1970), Jairo Arboleda jugó 148 partidos con la casaca Verdiblanca y anotó 7 goles.

### Portuguesa de Venezuela (1979-1980)
Tras una larga recuperación, Jairo Arboleda terminaría su relación con el Deportivo Cali y pasaría a jugar intermitentemente en el Portuguesa de Aragua durante 1979 y 1980.

### Once Caldas (1981)
Tras regresar de Venezuela, Arboleda sería enrolado en el Once Caldas, junto a jugadores como Pacho García, Alexis García, Jairo Torres, Antonio Ríos, Nelson Gallego, Norberto Molina y Henry Alape. al mando del argentino Carlos Antonietta. La pérdida de su talento debido a las lesiones solo llevaron a Arboleda a disputar 21 partidos con el Blanco Blanco y no llevar al Once a un puesto superior al undécimo lugar en la Reclasificación.

### Deportes Quindío (1982)
Finalmente, en 1982 Arboleda recalaría en el Deportes Quindío por pedido de su amigo, el DT Alonso Rodríguez, para armar equipo junto a Miguel Ángel Manzi, Hernando García, Luis Gerónimo López, Rubén Vélez y Hernan Villa. Maestrico solo jugaría 12 partidos del primer semestre de ese año (con el conjunto Cafetero quedando último en el Apertura) antes de tomar la decisión de retirarse definitivamente, a los 33 años de edad, producto de las repetidas lesiones.

### Carrera Futbolística tras el Retiro
El Maestro arrancó su carrera como entrenador en la Selección Valle en 1991 y ha sido asistente técnico en la Selección de fútbol sub-20 de Colombia que jugó el Mundial de Australia 1993, en Cortulua y Deportivo Cali, así como DT encargado del equipo Azucarero. (la última vez, en 2017, reemplazando temporalmente a Mario Alberto Yepes mientras Héctor Cárdenas tomaba la dirección en propiedad) Actualmente sigue desempeñándose como entrenador en las divisiones menores del Deportivo Cali.

## Selección nacional
Jairo Arboleda participó en la Selección Colombia que sería dos veces descalificada de los Juegos Centroamericanos de Panamá 1970 por manejar nómina profesional. Así mismo, fue integrante de la Selección que consiguió el subcampeonato de la Copa América 1975 y que jugó las eliminatorias mundialistas a Argentina 1978. En total, El Rey del Túnel jugó 12 partidos internacionales y marcó 1 gol.

## Vida personal
Su primera compañera fue Nhora Ochoa, con la que vivió en unión libre y tuvo dos hijos, Diana Marcela, que se graduó como fisioterapeuta y Jairo, profesional en comercio exterior. Posteriormente se casó con Blanca Rojas, con quien vive actualmente. Con ella tuvo un hijo, Oscar Orlando Arboleda Rojas y otro de crianza, Edgar José Arboleda Rojas.
A la par de su carrera deportiva, el Maestrico se hizo conocido en el país por su actos de indisciplina y sus frecuentes visitas a bares, tabernas y salones de billar, incluso en días previos a partidos oficiales, lo cual fue difundido y exagerado por los medios de comunicación nacionales y que llevaron a la creación de varias leyendas urbanas al respecto, como las relacionadas con la llegada del jugador al estadio, minutos previos al inicio del partido, en estado de embriaguez con lo cual generaba la impresión de que su talento era impulsado por su alicoramiento, leyendas que Arboleda ha negado rotundamente. De cualquier forma, el talento de Arboleda también le permitió ser protegido por dirigentes frente a reclamos de los DT del momento, quienes llegaron al punto de buscar al jugador dentro de los bares y billares que frecuentaba, algo que los dirigentes también hicieron. Expertos como el historiador Guillermo Ruiz Bonilla y el comentarista Hernán Peláez han establecido que su gusto por el alcohol y la indisciplina impidieron que explotara todo su potencial futbolístico, al punto de que rechazó una oferta para jugar en el Independiente de Avellaneda por el arraigo que su bohemia había enraizado en Pereira y Cali.

## Menciones
Seguramente uno de los más talentosos jugadores colombianos de toda la historia.
Guillermo Ruiz Bonilla

En ese tiempo no había un mejor mediocampista que él. Tenía gran facilidad para jugar al fútbol y una inteligencia muy grande. Poseía un dominio del balón, desarmaba cualquier equipo en el medio campo. No corría en la cancha y, sin embargo, todos los balones iban a parar a sus pies, entonces él los distribuía. Era un señor jugador.
Manuel Pacheco Manolín (jugador)

Arboleda le ponía música al balón en cada pase que metía.
Caimán Sánchez

Yo lo veía jugar y me reía, les decía a los jóvenes que miraran a ese viejito, que aprendieran de él.
Luis Gerónimo López

## Palmarés
| Título           | Club           | País     | Año  |
| ---------------- | -------------- | -------- | ---- |
| Primera División | Deportivo Cali | Colombia | 1970 |
| Primera División | Deportivo Cali | Colombia | 1974 |